# Temporada 1986-87 de los Washington Bullets
La temporada 1986-87 fue la decimocuarta de los Bullets dentro del área metropolitana de Washington D. C. y la vigésimo sexta en sus diferentes localizaciones. La temporada regular acabó con 42 victorias y 40 derrotas, ocupando el sexto puesto de la Conferencia Este, clasificándose para los playoffs, en los que cayó en primera ronda ante Detroit Pistons.

## Elecciones en elDraft
| Ronda | Puesto | Jugador        | Posición  | Nacionalidad   | Universidad        |
| ----- | ------ | -------------- | --------- | -------------- | ------------------ |
| 1     | 12     | John Williams  | Ala-Pívot | Estados Unidos | Louisiana State    |
| 1     | 21     | Anthony Jones  | Escolta   | Estados Unidos | UNLV               |
| 2     | 36     | Steve Mitchell | Base      | Estados Unidos | Alabama-Birmingham |
| 3     | 58     | Dave Henderson | Base      | Estados Unidos | Duke               |

## Temporada regular
| División Atlántico   | División Atlántico | División Atlántico | División Atlántico | División Atlántico | División Atlántico | División Atlántico | División Atlántico | División Atlántico |
| Equipo               | G                  | P                  | %                  | PD                 | Casa               | Fuera              | Div                |                    |
| -------------------- | ------------------ | ------------------ | ------------------ | ------------------ | ------------------ | ------------------ | ------------------ | ------------------ |
| y-Boston Celtics     | 59                 | 23                 | .720               | –                  | 39–2               | 20–21              | 15–9               |                    |
| x-Philadelphia 76ers | 45                 | 37                 | .549               | 14                 | 28–13              | 17–24              | 12–12              |                    |
| x-Washington Bullets | 42                 | 40                 | .512               | 17                 | 27–14              | 15–26              | 13–11              |                    |
| New Jersey Nets      | 24                 | 58                 | .293               | 35                 | 19–22              | 5–36               | 12–12              |                    |
| New York Knicks      | 24                 | 58                 | .293               | 35                 | 18–23              | 6–35               | 8–16               |                    |

## Playoffs

### Primera ronda
Detroit Pistons vs. Washington Bullets 
| Fecha       | Partido                                    | Ciudad   |
| ----------- | ------------------------------------------ | -------- |
| 24 de abril | Detroit Pistons 106, Washington Bullets 92 | Detroit  |
| 26 de abril | Detroit Pistons 128, Washington Bullets 85 | Detroit  |
| 29 de abril | Washington Bullets 96, Detroit Pistons 98  | Landover |
|             | Detroit Pistons gana las series 3-0        |          |

## Estadísticas
| Rk | Jugador        | Edad | P  | PT | MP   | TC  | TCI  | %TC  | T3  | T3I | %T3  | TL  | TLI | %TL  | RO  | RD  | RT   | AS  | RB  | TAP | BP  | FP  | PTS  |
| -- | -------------- | ---- | -- | -- | ---- | --- | ---- | ---- | --- | --- | ---- | --- | --- | ---- | --- | --- | ---- | --- | --- | --- | --- | --- | ---- |
| 1  | Jeff Malone    | 25   | 80 | 79 | 34.5 | 8.6 | 18.9 | .457 | 0.1 | 0.3 | .154 | 4.7 | 5.3 | .885 | 0.6 | 2.1 | 2.7  | 3.7 | 0.9 | 0.2 | 2.3 | 1.9 | 22.0 |
| 2  | Moses Malone   | 31   | 73 | 70 | 34.1 | 8.2 | 18.0 | .454 | 0.0 | 0.2 | .000 | 7.8 | 9.5 | .824 | 4.7 | 6.6 | 11.3 | 1.6 | 0.8 | 1.3 | 2.8 | 1.9 | 24.1 |
| 3  | Terry Catledge | 23   | 78 | 77 | 27.6 | 5.3 | 10.7 | .495 | 0.0 | 0.1 | .000 | 2.6 | 4.3 | .594 | 3.2 | 4.0 | 7.2  | 0.7 | 0.6 | 0.2 | 1.9 | 2.5 | 13.1 |
| 4  | Jay Vincent    | 27   | 51 | 17 | 27.2 | 5.4 | 12.0 | .447 | 0.0 | 0.1 | .000 | 2.5 | 3.3 | .769 | 1.4 | 2.8 | 4.1  | 1.7 | 0.8 | 0.3 | 1.5 | 2.5 | 13.3 |
| 5  | Ennis Whatley  | 24   | 73 | 72 | 24.9 | 3.4 | 7.1  | .478 | 0.0 | 0.0 | .000 | 1.7 | 2.3 | .764 | 0.8 | 1.9 | 2.7  | 5.4 | 1.3 | 0.1 | 1.9 | 2.4 | 8.5  |
| 6  | John Williams  | 20   | 78 | 6  | 22.7 | 3.6 | 8.0  | .454 | 0.1 | 0.5 | .222 | 1.8 | 2.9 | .646 | 1.7 | 3.0 | 4.7  | 2.4 | 1.7 | 0.4 | 1.6 | 2.2 | 9.2  |
| 7  | Frank Johnson  | 28   | 18 | 10 | 22.2 | 3.3 | 7.1  | .461 | 0.0 | 0.1 | .000 | 1.9 | 2.7 | .714 | 0.6 | 1.1 | 1.7  | 3.2 | 1.2 | 0.0 | 1.7 | 1.7 | 8.5  |
| 8  | Michael Adams  | 24   | 63 | 0  | 20.7 | 2.5 | 6.2  | .407 | 0.4 | 1.6 | .275 | 1.7 | 2.0 | .847 | 0.6 | 1.3 | 2.0  | 3.9 | 1.3 | 0.1 | 1.3 | 1.4 | 7.2  |
| 9  | Charles Jones  | 29   | 79 | 64 | 20.4 | 1.5 | 3.2  | .474 | 0.0 | 0.0 | .000 | 0.6 | 1.0 | .632 | 1.8 | 2.7 | 4.5  | 1.0 | 0.8 | 2.1 | 1.0 | 3.2 | 3.6  |
| 10 | Manute Bol     | 24   | 82 | 12 | 18.9 | 1.3 | 2.8  | .446 | 0.0 | 0.0 | .000 | 0.5 | 0.8 | .672 | 1.0 | 3.4 | 4.4  | 0.1 | 0.2 | 3.7 | 0.7 | 2.3 | 3.1  |
| 11 | Dan Roundfield | 33   | 36 | 0  | 18.6 | 2.5 | 6.1  | .409 | 0.0 | 0.1 | .200 | 1.6 | 2.0 | .792 | 1.8 | 2.9 | 4.7  | 1.1 | 0.3 | 0.4 | 1.4 | 2.1 | 6.6  |
| 12 | Darwin Cook    | 28   | 82 | 2  | 17.3 | 3.2 | 7.6  | .426 | 0.0 | 0.3 | .087 | 1.0 | 1.3 | .796 | 0.6 | 1.2 | 1.8  | 1.8 | 1.2 | 0.2 | 1.2 | 1.7 | 7.5  |
| 13 | Mike O'Koren   | 28   | 15 | 0  | 8.2  | 1.1 | 2.8  | .381 | 0.0 | 0.1 | .000 | 0.0 | 0.1 | .000 | 0.4 | 0.5 | 0.9  | 0.9 | 0.1 | 0.0 | 0.4 | 0.7 | 2.1  |
| 14 | Anthony Jones  | 24   | 16 | 1  | 7.1  | 0.9 | 2.1  | .424 | 0.0 | 0.1 | .000 | 0.6 | 0.8 | .692 | 0.1 | 0.5 | 0.6  | 0.4 | 0.6 | 0.1 | 0.7 | 0.7 | 2.3  |
| 15 | Jay Murphy     | 24   | 21 | 0  | 6.7  | 1.5 | 3.4  | .431 | 0.0 | 0.0 |      | 0.4 | 0.8 | .563 | 0.8 | 1.0 | 1.9  | 0.2 | 0.1 | 0.1 | 0.3 | 1.0 | 3.4  |

## Galardones y récords
| Jugador      | Galardón                              |
| Moses Malone | 2.º Mejor quinteto de la NBA All-Star |
| Jeff Malone  | All-Star                              |